# Peter Suter (Politiker, 1808)
Peter Suter (* 27. Dezember 1808 in Sins; † 14. März 1884 in Beinwil (Freiamt); heimatberechtigt in Sins) war ein Schweizer Politiker. Von 1852 bis 1856 war er Regierungsrat des Kantons Aargau, von 1866 bis 1881 vertrat er seinen Kanton im Nationalrat.

## Biografie
Der Sohn des Mühlenbesitzers und Appellationsrichters Xaver Suter und Bruder von Franz Xaver Suter besuchte die Lateinschule in Sins, danach die Kantonsschule Luzern. Dort trat er der Zofingia bei, deren Zentralpräsident er 1827/28 war. Suter studierte Recht an der Ruprecht-Karls-Universität in Heidelberg und an der Albert-Ludwigs-Universität in Freiburg im Breisgau. Nach bestandenem Anwaltsexamen arbeitete er als Ratsschreiber des Kantons Aargau, bevor er sich als Rechtsanwalt selbständig machte.
1839 wurde Suter in den Grossen Rat gewählt. Zwei Jahre später unterstützte er Augustin Keller bei der Formulierung des letztlich erfolgreichen Antrags zur Aufhebung der Aargauer Klöster. Diese Haltung machte ihn im katholisch-konservativen Oberfreiamt, seiner Heimatregion, in weiten Kreisen der Bevölkerung unbeliebt. Auch während des Sonderbundskriegs schlug er sich auf die Seite der Liberalen, setzte sich danach aber aktiv für eine Versöhnung mit den unterlegenen Konservativen ein. Als Mitglied des katholischen Kirchenrates förderte er eine staatliche Kirchenpolitik, die im Gegensatz zu den Überzeugungen der Freiämter stand.
1852 folgte Suters Wahl in den Regierungsrat, dem er bis 1856 angehörte. Bei den Parlamentswahlen 1866 wurde er in den Nationalrat gewählt, wo er Mitglied der radikal-liberalen Fraktion war. 1875 und 1878 war er Alterspräsident des Nationalrates. Wiederholt förderte Suter auf politischer Ebene die Entwicklung des oberen Freiamts (Gründung der Bezirksschule Sins, Bau der Strasse Auw–Dietwil und der Aargauischen Südbahn, Brücke Aristau–Ottenbach, Korrektion der Reuss zwischen Mühlau und Rottenschwil).
1881 beendete Suter seine politische Karriere und verbrachte seine letzten Lebensjahre im Schloss Horben auf der Hochebene des Lindenbergs oberhalb von Beinwil (Freiamt), das er 1842 aus dem vom Staat beschlagnahmten Besitz des Klosters Muri erworben hatte.